# Francie Larrieu Smith
Frances Anne "Francie" Larrieu Smith (Palo Alto, California, Estados Unidos, 23 de noviembre de 1952) es una exatleta de pista y campo estadounidense, fue la tercera atleta estadounidense en formar parte en 5 Juegos Olímpicos, detrás de la esgrimista Jan York-Romary (que tuvo la marca de haber estado presente en 6 Juegos Olímpicos) y Willye White de atletismo. Después fue igualada por la jugadora de baloncesto Teresa Edwards, Gail Devers de atletismo, el ciclista/patinador de velocidad Chris Witty y la nadadora Dara Torres. Después de una de las carreras de élite más largas registradas, se retiró de ese nivel de competencia.
Ganó una medalla de plata en el Campeonato Mundial Femenino de Carretera en 15 km en 1990. Larrieu Smith también es una ex-poseedora del récord mundial bajo techo en la milla. Tiene el récord femenino de relevos de Texas tanto para los 1.500 metros como para los 10.000 metros, establecidos en 1983 y 1991, respectivamente.
De 1999 a 2019, Larrieu Smith fue entrenadora de atletismo y campo a través en la Universidad Southwestern en Georgetown, Texas. En el 2019, Smith se retiró de Southwestern.

## Primeros años y Carrera Deportiva
Es la hermana menor del corredor de distancia olímpico estadounidense Ron Larrieu. Comenzó a competir a los 13 años y corrió para San Jose Cindergals, uno de los primeros clubes juveniles de atletismo para mujeres. Asistió al Fremont High School en Sunnyvale, California, y se graduó en 1970 antes de que cualquier escuela en California tuviera un equipo de atletismo femenino. Asistió a la Universidad Estatal de California, Long Beach y UCLA. Comenzando con la disciplina de 1500 metros en 1970 a los 17 años, Larrieu ganó 21 campeonatos nacionales y estableció 13 récords mundiales bajo techo y 35 récords estadounidenses en su carrera. En la competencia bajo techo de EE. UU./URSS en 1975, corrió 4: 28.5 para disciplina de una milla, bajo techo, que superó el récord mundial permanente al aire libre. Su récord de competencia de 1974 aún en pie en la milla en los relevos de Mt. SAC se ha mantenido durante más de 40 años.
Smith tiene una maestría en administración deportiva de la Universidad de Texas. Se casó con Jimmy Smith, profesor de kinesiología, en 1980. Se divorciaron en el 2013.
Actualmente vive feliz en el centro de Texas con su segundo esposo.

## Vida Posterior
Larrieu Smith tuvo una de las carreras de fondo más largas, comenzando con los Juegos Olímpicos de 1972 cuando tenía 19 años corriendo los 1500 metros, luego la carrera de distancia más larga para mujeres, y nuevamente en los Juegos Olímpicos de 1976. También se clasificó para los Juegos Olímpicos de Verano de 1980, pero no participó debido al boicot a los Juegos Olímpicos de Verano de 1980. Su mejor actuación fue cuando terminó quinta en los 10000 metros femeninos en los Juegos Olímpicos de Verano de 1988 en Seúl. Su última aparición fue terminar 12.º en la disciplina del maratón de los Juegos Olímpicos de Verano de 1992 en Barcelona, España, donde por ser la deportista más veterana del atletismo estadounidense a sus 39 años, fue seleccionada para ser la abanderada en las ceremonias de apertura. Fue la corredora de 1500 metros más joven y la más vieja de los Estados Unidos que haya competido en la justa olímpica.
Fue elegida para el Salón de la Fama Nacional de Atletismo de los Estados Unidos en 1998. Fue incluida en el Salón de la Fama Nacional de Carreras de Distancia en 1999. La revista Runner's World la nombró "La corredora más versátil del cuarto de siglo". Smith fue incluido en el Salón de la Fama de la Asociación de Entrenadores de Atletismo de Texas, Clase del 2017.